# Eva-Maria ten Elsen
Eva-Maria ten Elsen (n. 14 septembrie 1937, Altenburg, Landul Turingia, Germania Nazistă) este o înotătoare ce a reprezentat Germania, medaliată olimpică. A participat la 1 ediție a Jocurilor Olimpice (1956) în care a câștigat 1 medalie de bronz.

## Participări
Lista de mai jos prezintă principalele competiții la care a participat Eva-Maria ten Elsen de-a lungul carierei.
- swimming at the 1956 Summer Olympics – women's 200 metre breaststroke[*]